# Le Carré bleu
 (mars 2024).
Le Carré bleu est une publication, fondée en 1958, éditée trimestriellement en trois langues (anglais, français, italien) et diffusée à l'échelle internationale

## Histoire
Le Carré bleu, feuille internationale d'architecture, est une publication qui met en exergue les relations étroites entre théorie et pratique. Elle est critique, d’avant-garde et focalise son analyse sur la dialectique de la production de l’espace et en particulier du développement architectural durable. 
En 1958, après le dernier Congrès international d'architecture moderne (CIAM) d’Helsinki, un groupe pluridisciplinaire s’est réuni pour donner naissance au Carré bleu . 
Il s’installe à Paris en 1962 et publie le CB en français et en anglais avant d’y ajouter l’italien en 2001.
Des personnalités de renommée internationale ont collaboré au CB, et divers projets présentés et discutés dans le CB ont été ensuite réalisés : par exemple, l'Université libre de Berlin  (Georges Candilis, Alexis Josic, Shadrach Woods) ; les bâtiments universitaires à Urbino (Giancarlo De Carlo) ; le Fußgängerzone Lijnbaan de Rotterdam (Jacob Bakema) ; la Cité des sciences de Naples (Pica Ciamarra Associati).
En 1988, pour le 30e anniversaire du CB, le Centre de Création Industrielle du Centre Pompidou a publié L'Héritage des CIAM 1958/1988 (avec 24 diapositives d'œuvres créées par les principaux collaborateurs, et une présentation d'André Schimmerling, directeur de CB entre 1958 et 2003). De 1994 à 1997, après la série d'entretiens « L’Architecte et le Pouvoir » organisés à l'Institut Finlandais de Paris, le CB a favorisé la création de l’Observatoire international de l'Architecture (O.I.A.) qui en 1997 a établi le projet de « Directive Européenne pour l'Architecture et le cadre de vie ».
En mai 1999, Le Carré bleu a organisé dans les facultés et les écoles d'architecture européennes un débat sur le thème « Mobilité et urbanité ». En 2001, sa publication est interrompue. À l’occasion de l’exposition « Team X 1953-81 » au Centre Pompidou et une exposition sur « Utopia of the Present » à l'Institut d'Architecture des Pays-Bas (NAI), Rotterdam, une refondation du Carré Bleu s’est avérée nécessaire. Un débat animé par Olivier Cinqualbre a eu lieu au Centre Pompidou en janvier 2006 sur le thème Mémoire en Mouvement, à la suite de quoi le nouveau CB publie son « manifeste », Fragments / Symbiose.
Entre 2006 et 2009, sous le haut patronage de l'UNESCO, le CB a lancé l’Appel international à idées - une idée pour chaque ville pour récompenser de jeunes diplômés des pays méditerranéens afin de leur offrir des stages rémunérés dans des cabinets d'architecture de renommée internationale. En décembre 2008, Georges Edery, a organisé un colloque international sur « Le Carré bleu - 50 ans : mémoire et avenir » à la Cité de l’Architecture et du Patrimoine au Palais de Chaillot à  Paris. Les actes de ce colloque sont consignés en vidéo dans un coffret en double DVD qu’il a produit (« Le Carré bleu 50 : 1958-2008 mémoire et avenir »). À cette occasion le CB a présenté son projet de « Déclaration des Droits de l’Homme » dans ses relations à l'habitat et aux modes de vie dans leur diversité. 
Entre 2009 et 2010 Georges Edery et François Lapied ont réuni pour la première fois et ont déposé la collection complète du Carré bleu à la bibliothèque de la Cité de l'architecture et du patrimoine.
Après le no 1/2011 (« Formation des architectes, Alphabétisation des Citoyens ») avec Bioarchitettura et l’INARCH, le CB a organisé à Florence / Palazzo Vecchio la Conférence Internationale de l’« Alphabétisation à l'écologie et à la qualité de l'architecture » (« Alfabetizzazione all’ecologia ed alla qualità dell’architettura »).
En 2012, la bibliothèque de la Cité de l'Architecture et du Patrimoine, Paris, en coopération avec la Grande Bibliothèque Nationale François Mitterrand, supervise la numérisation de la collection du CB no 0, 1958 (disponible sur Internet, à partir de 2013 également sur www.lecarrebleu.eu dans une constante mise à jour des textes). 
À partir du 20 décembre 2013, le MAMT (Musée Méditerranée d’Art, Musique et Traditions, Naples, piazza del Municipio) a dédié un espace permanent au CB, avec présentation de photos et de vidéos.
Entre juin et octobre 2016, le Musée finlandais d'architecture d'Helsinki accueille l'exposition Le Carré Bleu ; entre mai et juillet 2018, une section de l'exposition « Civiliser l'urbain » est consacrée à CB au MAMT (Musée Méditerranée d’Art, Musique et Traditions, Naples. En novembre 2018, la FOAGE organise la conférence « Ce mystérieux carré bleu ».
Dans le cadre du « Festival Architettura 2023 » promu par le Ministère de la Culture italien, LCB, en tant que partenaire international de "SEED Design Action for the Future", a lancé le projet du « Code européen de conception visant la qualité des cadres de vie ».

## Direction et Cercle de la Rédaction
- Fondateurs : Aulis Blomstedt, Reima Pietilä, Keijo Petäjä, Kyösti Ålander, André Schimmerling.
- Premier Cercle de Rédaction (1958) : Aulis Blomstedt, Eero Eerikainen, Keijo Petdjd, Reima Pietila, Simo Sivenius, André Schimmerling, Kyösti Ålander; rédacteur en chef Keijo Petäjä; gérante Tyyne Saastamoinen-Schimmerling.
- Collaborateurs : Argentine: G. Cluzellas; Danemark: Arne Jacobsen; France: Roger Aujame; Italie: Giancarlo de Carlo; Maroc: Elie Azagury; Norvège: Sverre Fehn; Suède: Sven Ivan Lind
- De 1958 au 2003, directeur André Schimmerling ; De 1986 à 2001 A. Schimmerling, Philippe Fouquey en sont co-responsables.
- De 2006 au 2018, Luciana de Rosa rédactrice en chef
- Cercle de Rédaction actuel (2024) : Kaisa Broner-Bauer, Georges Edery, Päivi Nikkanen-Kalt, Juhani Katainen, Pierre Lefevre, Salvator-John Liotta, Massimo Locci, Luigi Prestinenza Puglisi, Livio Sacchi, Bruno Vellut, Jean-Yves Guegan.

Depuis 2006, Massimo Pica Ciamarra en est le directeur.

## Filmographie
À la suite du colloque sur Le Carré Bleu - 50 ans / mémoire et avenir à la Cité de l’Architecture et du Patrimoine - Palais de Chaillot / Paris le 8 décembre 2008, Georges Edery a produit, sous forme de double DVD, les « Actes du Colloque sur le Cinquantenaire du CB ».